# Patrik Majer
Patrik Majer (* 20. April 1971 in Děčín, Tschechoslowakei) ist ein deutscher Berliner Musikproduzent, Tontechniker und Musiker. Bekannt wurde Majer durch die Zusammenarbeit mit den deutschen Pop-Bands Wir sind Helden und Tele, zuvor war er als Produzent für Nina Hagen, No Angels, Rosenstolz, Nick Cave and The Bad Seeds und Lemonbabies tätig.

## Leben
Majer wuchs in Berlin auf. Im Alter von 15 absolvierte er ein Praktikum beim Studiomanager und Produzenten Tom Müller in den Berliner Hansa-Tonstudios. Nach seiner Ausbildung zum Tontechniker bei der SAE war er zunächst Assistent im Vielklang Studio von Jörg Fukking und in den Audio Tonstudios von Udo Arndt.
2001 gründete er die Freudenhaus Studios und den zugehörigen Freudenhaus Musikverlag. 2006 gewann er den Echo (Musikpreis) in der Kategorie „bester Produzent“.

## Veröffentlichungen als Toningenieur/Produzent
- 1995: Lemonbabies – Pussy!Pop
- 1996: Nepper Schlepper Schlechte Rapper – Sommer in Berlin
- 1998: Lemonbabies – Porno
- 2000: Lemonbabies – Now + Forever
- 2000: Rosenstolz – Kassengift
- 2002: Rosenstolz – Macht Liebe
- 2003: Wir sind Helden – Die Reklamation
- 2004: Tele – Wovon sollen wir leben
- 2005: Wir sind Helden – Von hier an blind
- 2007: Diane Weigmann – Im Zweifelsfall noch immer
- 2007: Wir sind Helden – Soundso
- 2013: Saint Lu – 2